# Topikal steroid
Topikala steroider är en topikal form av kortikosteroider. Topikala steroider är det vanligaste föreskrivna receptbelagda läkemedlen för behandling av hudutslag, eksem och dermatit. Aktuella steroider har antiinflammatoriska egenskaper och klassificeras baserat på deras förmåga att leda till vasokonstriktion i huden (minskad inflammation i huden). Det finns många olika topikala steroidläkemedel. Alla preparat i varje klass har samma antiinflammatoriska egenskaper, men skiljer sig i bas och pris.
Biverkningar kan uppstå från långvarig steroidabstinens.

## Medicinsk användning
Svagare topikala steroider används för tunnhyade och känsligare områden, särskild områden under ocklusion som armhåla och ljumske. Svagare steroider används även i ansiktet och ögonlocken. Måttligt starka steroider används för atopiskt eksem, nummulärt eksem, xerotiskt eksem, lichen sclerosus av vulvan, skabb och svår dermatit. Starka steroider används för psoriasis, lichen planus, discoid lupus, spruckna fötter, neurodermatit, allvarlig exponering för giftmurgröna, alopecia areata, nummulärt eksem och svår atopisk dermatit hos vuxna.
För att förhindra takyfylaxi ordineras ofta en topikal steroid för att användas varannan vecka. Vissa läkare kan rekommendera att använda den i tre dagar i följd och sedan fyra dagars paus. Långvarig användning av topikala steroider kan leda till sekundär infektion med svamp eller bakterier (se ringorm), hudatrofi, telangiektasi, blåmärken och skör hud.

## Biverkningar
- Dämpning av stressaxeln[4]
- Cushings syndrom
- Diabetes
- Benskörhet
- Topikal steroidabstinens
- Allergiskt kontakteksem
- Dermatit
- Takyfylaxi
- Andra lokala biverkningar.

## Säkerhet under graviditet
En metaanalys från 2015 av observationsstudier av graviditeter fann inget samband mellan mödrars användning av topikala steroider och förlossning, fosterskador eller prematuritet.

## Historia
Kortikosteroider gjordes först tillgängliga för allmänt bruk omkring 1950.